# Стадион Жофроа Гишар
Стадион Жофроа Гишар (фр. Stade Geoffroy-Guichard) је вишенаменски стадион у Сент Етјену у Француској. Користио се првенствено за фудбалске утакмице и турнире као што су УЕФА Еуро 1984. и 2016, Светско првенство у фудбалу 1998. и ФИФА Куп конфедерација 2003. године. Такође се користи за рагби јунион, а био је и место одржавања Светског првенства у рагбију 2007. Има надимак "Шадрон" (Котао) или "l'enfer vert" (Зелени пакао), што је алузија на боје које је носио локални фудбалски тим, АС Сент-Етјен, дате током процвата тима када је окупљао велики број гледалаца (рекорд је постављен 1985. са више од 47.000 гледалаца). У скорије време, њен тренутни капацитет је био 35.616 пре реновације, која је почела 2011. године и која је привремено смањила ову цифру на 26.747. Откако је реновирање завршено, стадион прима 42.000 гледалаца (42 је број департмана Лоаре где се налази Сент Етјен).
Стадион је отворен 13. септембра 1931, а АС Сент-Етјен је први меч одиграо 17. септембра против ФАК Нице. Стадион је добио име по Жофрои Гишару, оснивачу малопродајне групе Цасино, који је купио локацију на којој је стадион изграђен.

## Опис
Стадион прима 35.616 људи. Изграђен је у "енглеском стилу" (à l'anglaise), што значи да нема угаоних постоља. Четири штанда носе називе:
- Чарлс Парет: 8.541 место
- Жан Снела: 8.767 места
- Пјер Форан: 7.993 места, укључујући 18 ложа и 1.200 ВИП места
- Хенри Поинт: 10.315 места, укључујући 1.200 за гостујуће навијаче

Стадион је реновиран неколико пута током своје историје. Највећа реновирања су била 1984. године (за Европско првенство у фудбалу) и 1998. (за Светско првенство). Капацитет стадиона је током времена био следећи:
- 1800 (1931)
- 5.000 (1935)
- 15.000 (1938)
- 25.000 (1957)
- 39 570 (1968)
- 48.274 (укључујући 22.200 седећих) (1984.)
- 35.616 (сва места су била само за седење) (1998.)
- 42.000 (2015.)

### Европско првенство 1984.
Стадион је био једно од места одржавања УЕФА Европског првенства 1984, а одиграле су се следеће утакмице:
| Датум         | Време (CET) | Екипа #1  | Резултат | Екипа #2    | Коло    | Посета |
| ------------- | ----------- | --------- | -------- | ----------- | ------- | ------ |
| 14. јун 1984. | 20:30       | Румунија  | 1–1      | Шпанија     | Група Б | 16.972 |
| 19. јун 1984. | 20:30       | Француска | 3–2      | Југославија | Група А | 47.589 |

### Европско првенство 2016.
Стадион је био једно од места одржавања УЕФА Европског првенства 2016, а одиграле су се следеће утакмице:
| Датум         | Време (CET) | Екипа #1    | Резултат       | Екипа #2 | Коло          | Посета |
| ------------- | ----------- | ----------- | -------------- | -------- | ------------- | ------ |
| 14. јун 2016. | 21:00       | Португалија | 1–1            | Исланд   | Група Ф       | 38.742 |
| 17. јун 2016. | 18:00       | Чешка       | 2–2            | Хрватска | Група Д       | 38.376 |
| 20. јун 2016. | 21:00       | Словачка    | 0–0            | Енглеска | Група Б       | 39.051 |
| 25. јун 2016. | 15:00       | Швајцарска  | 1–1 (4–5 пен.) | Пољска   | осмина финала | 38.842 |